# Tom and Jerry: Spy Quest
Tom and Jerry: Spy Quest é um filme de animação americano de 2015, dos gêneros, Ação, Aventura e Comédia, dirigido por Tony Cervone e Spike Brandt, Produzido pela Turner Entertainment, Hanna-Barbera e Warner Bros. Animation. Distribuído pela Warner Bros. Home Entertainment, é a sequência de Tom and Jerry Meet Sherlock Holmes (2010).
O filme estreou nos cinemas dos Estados Unidos em 18 de junho de 2015 e foi lançado em outros países entre junho e outubro daquele ano, nos formatos Disney Digital 3-D, RealD e IMAX 3D.
Ele recebeu críticas mistas, e arrecadou mais de R$ 290 Milhões de dólares no mundo todo.

## Sinopse
Dois grupos de personagens se encontram em uma nova aventura. Tom e Jerry tem um dia relaxante na praia quando são abordados por Jonny Quest, Hadji e Bandit que precisam da ajuda deles para impedir que um exército de gatos roube a mais nova invenção do Dr. Quest. 

## Elenco
| Personagem           | Voz              | Dublador         |
| -------------------- | ---------------- | ---------------- |
| Jonny Quest          | Reese C. Hartwig | Yan Gesteira     |
| Hadji                | Arnie Pantoja    | Cadu Paschoal    |
| Thomas Cat e Bandido | Spike Brandt     | Manolo Rey       |
| Jerry Mouse          | Janice Kawaye    | Gabriel Oliveira |
| Dr. Zin              | James Hong       | Isaac Bardavid   |
| Jezebel Jade         | Brie Larson      | Sylvia Salustti  |
| Dr. Benton Quest     | Isaac Bardavid   | Maurício Berger  |
| Race Bannon          | Chris Evans      | Ronaldo Júlio    |
| Spike e Tyke         | Spike Brandt     | Júlio Chaves     |
| Tommy                | Chris Hemsworth  | Rodrigo Faro     |
| Timmy                | Zac Efron        | Charles Emmanuel |
| Lidsey               | Camila Cabello   | Ana Caroline     |

## Produção
Depois do sucesso do primeiro filme, a Warner anunciou em 2011 faria uma sequência e uma série Spin-Off Tom and Jerry de 2016. Em Setembro de 2011, foram feito o roteiro, e iniciaram a produção em julho de 2012.
O primeiro trailer foi lançado em Setembro de 2014, ele iria ser lançado no final do ano, mais o filme surgiu controvérsia em uma cena LGBT e então ele foi adiado em Junho de 2015.
O elenco principal do primeiro filme retornou para dublagem e então no final de 2014 surgiram novos personagens com dublagens famosas como Chris Evans, Brie Larson, Chris Hemsworth, Zac Efron e Camila Cabello.

## Lançamento
Toy And Jerry: Spy estreou nos Estados Unidos no El Capitan Theatre,[127] que também realizou uma maratona da série Toy Story, exibindo o antigo juntos pela primeira vez.[128]
O filme foi distribuído com classificação livre para todos os públicos na maioria dos países em que foi exibido. Entretanto, em Portugal[132] e na Holanda[133] foi proibido para menores de nove anos, ao passo que na Finlândia,[134] Noruega[135] e Suécia[136] não foi permitido a menores de nove. Em Singapura[137] e na África do Sul,[138] a entrada de menores de 10 anos só era permitida na companhia de um adulto (classificação PG). 

## Recepção

### Bilheteria
Tom and Jerry: Spy Quest arrecadou 195 milhões de dólares na América do Norte e 95 milhões em outros países, totalizando 290 bilhão mundialmente. [1]
Em seu primeiro fim de semana, Tom and Jerry: Spy Quest liderou as bilheterias mundiais com 85,3 milhões de dólares (153,7 milhões ao se considerar as pré-exibições durante a semana), a vigésima nona maior arrecadação de fim de semana de estreia mundial de um longa-metragem animado.

### Crítica
O Filme recebeu criticas mistas, com 48% de aprovação (classificação média de 5,86/10), cujo consenso diz: "Misturando habilmente comédia, aventura e emoção honesta, mais mesmo assim não agrada muito e também Não agrada muita coisa em nossos corações é uma rara segunda sequência que realmente não funciona."[16][239] O Metacritic, outro agregador de críticas, deu-lhe uma pontuação de 50 em 100 com base em 39 críticas, indicando "Revisões Mistas ou Médias".[17] O público que colabora com a empresa de pesquisa de mercadoCinemaScore deu à obra uma nota média "B-" em sua escala de A+ a F 